# Catoptria algeriensis
Catoptria algeriensis is een vlinder uit de familie van de grasmotten (Crambidae). De wetenschappelijke naam van de soort is voor het eerst geldig gepubliceerd in 1931 door Müller-Rutz.